# أبو إسحاق الزجاج
الزَجَّاج أو أبو إسحاق الزجّاج أو أبو إسحاق إبراهيم بن محمد بن السرى بن سهل الزجاج البغدادي (241 هـ - 311 هـ /855 - 923م) نحوي من العصر العباسي، «من أهل العلم بالأدب والدين المتين» كما وصفه ابن خلكان. صنف العديد من الكتب، أشهرها كتاب معاني القرآن في التفسير، وكتاب ما ينصرف وما لا ينصرف وكتاب تفسير أسماء الله الحسنى. صحب وزير الخليفة العباسي المعتضد بالله عبيد الله بن سليمان، وعلم ابنه القاسم بن عبيد الله الأدب. 
ولد ببغداد وبها توفي. كان يعمل في صناعة الزجاج، فتركها واشتغل بالأدب. تعلم على يد المبرد وثعلب النحوي وغيرهما. روى أبو سليمان الخطابي عن أحمد بن الحسين الفرائضي قال: «كان أصحاب المبرد إذا اجتمعوا واستأذنوا يخرج الآذن فيقول: إن كان فيكم أبو إسحاق الزجاج وإلا انصرفوا، فحضروا مرة ولم يكن الزجاج معهم؛ فقال لهم ذلك فانصرفوا، وثبت رجل منهم يقال له عثمان، فقال للآذن: قل لأبي العباس: انصرف القوم كلهم إلا عثمان فإنه لم ينصرف، فعاد إليه الآذن وأخبره، فقال: قل له إن عثمان إذا كان نكرة انصرف، ونحن لانعرفك فانصرف راشدا.» (1)
توفي يوم الجمعة تاسع عشر جمادى الآخرة ومختلف في سنة وفاته فيقال سنة 310 ويقال: سنة إحدى عشرة، وقيل: سنة ست عشرة. وقد قارب الثمانين حين وفاته.

## تلاميذه
من تلاميذه:
- أبو القاسم عبد الرحمن الزجاجي، صاحب كتاب الجمل في النحو وإليه ينسب.
- أبو العباس بن ولاد التميمي
- أبو علي الفارسي
- أبو جعفر النحاس

وغيرهم.

## مصنفاته
1. تفسير أسماء الله الحسنى.[5]

كتاب تفسير أسماء الله الحسنى للزجاج.

2. معاني القرآن وإعرابه أو المعاني في القرآن أو إعراب القرآن.[5]
3. ما ينصرف وما لا ينصرف.[5]
4. العروض.[5]
5. القوافي أو الكافي في أسماء القوافي.[5]
6. الاشتقاق.[5]
7. النوادر.[5]
8. الأمالي أو الأمالي في النحو.[5]
9. فعلت وأفعلت.[5]
10. مَا فُسِّرَ مِنْ جَامِعِ المَنْطِقِ، ألّفه خصّيصاً للخليفة المعتضد[5]
11. خلق الإنسان.[5]
12. خلق الفرس.[5]
13. مُخْتَصَرُ النَّحْوِ.[5]
14. شرح أبيات سيبويه.[5]
15. الفَرْق أو الفَرْقُ بَيْنَ الذَّكَرِ والأُنْثَى.[5]
16. المقصور والممدود.[5]
17. الوقف والابتداء.[5]
18. الأنواء.[5]
19. جزء فيه شرح بسم الله الرحمان الرحيم أو الإبانة والتفهيم عن معاني بسم الله الرحمان الرحيم أو الأسئلة الواردة على البسملة وأجوبتها.[5]
20. الرد على ثعلب في الفصيح أو مؤاخذات أبي إسحاق إبراهيم الزجاج على أبي العباس ثعلب وتخطئته في عشرة مواضع من كتابه الفصيح.[5]
21. الشجرة أو التقريب.[5]
22. إفساد الأضداد.[5]
23. الإبدال والمعاقبة والنظائر.[5]